# Shout at YUMING ROCKS
『Shout at YUMING ROCKS』（シャウト・アット・ユーミン・ロックス）は、日本のミュージシャン、松任谷由実のトリビュート・アルバムである。
2009年4月8日にEMIミュージック・ジャパンよりリリースされた。

## 収録曲
全作詞・作曲：松任谷由実
1. 春よ、来い / かげぼうし
新録音
2. 恋人がサンタクロース / SNAIL RAMP
アルバム『DISCOVER』より
3. 翳りゆく部屋 / 椎名林檎
トリビュートアルバム『Dear Yuming』より
4. やさしさに包まれたなら / 植村花菜
シングル「やさしさに包まれたなら」より
5. Hello, my friend / UNDER THE COUNTER
アルバム『HELSINKI』より
6. 卒業写真  / いきものがかり
シングル「SAKURA」より
7. ノーサイド / Fonogenico
シングル「Reason」より
8. ひこうき雲 / odani misako・ta-ta
アルバム『feather』より
9. 中央フリーウェイ （mix for '80s) / ケラ&ザ・シンセサイザーズ
アルバム『隣の女』より
10. 14番目の月200Qmix / スピッツ
トリビュートアルバム『Queen's Fellows』より
11. 卒業写真  / 三代目魚武濱田成夫
アルバム『三代目魚武濱田成夫』より
12. 守ってあげたい / ねらわれた学園（向井秀徳、峯田和伸）  
シングル「ニューヨークマラソン/守ってあげたい」より

## 外部サイト
- Shout at YUMING ROCKS